# トゲガシ
トゲガシ(学名 : Chrysolepis chrysophylla ）は、アメリカ合衆国のワシントン州、オレゴン州、カリフォルニア州の乾燥地帯に自生するブナ科の常緑低木。
材は重くて堅く、ピンクがかった明るい茶色で価値が高い。堅果は食用でクリのように刺の多いいがに包まれて2年目に熟し、ヘーゼルナッツに似たような風味がする。